# Menyhért Palágyi
Menyhért Palágyi, född 16 december 1859, död 14 juli 1924, var en ungersk filosof.
Palágyi var professor i Cluj-Napoca. Han gjorde skarpsinniga inlägg i striden om psykologism och formalism i den moderna logiken och utvecklade en egen teori om medvetandets diskontinuitet, varigenom vår fragmentariska uppfattning av naturen skulle få sin förklaring. Hans Ausgewählte Werke utgavs i 3 band 1924-25.